# Lycalopex fulvipes
Lycalopex fulvipes (лисиця Дарвіна або зорро Чілое) — вид родини псових роду Lycalopex (зорро), ендемік Чилі.

## Поширення
Вид — ендемік Чилі. Має роз'єднаний розподіл з двома субпопуляціями: вид зустрічається на більшій частині острова Чілое (близько 200 км на 62 км), особливо там, де залишається ліс, за винятком найбільш густонаселених районів у східній і північно-східній частинах; на материку Чилі невелика субпопуляція спостерігається з 1975 року в Національному парку Науельбута (ісп. Nahuelbuta, 68,3 км²) та в природних лісах навколо парку. Перші зразки виду зібрав Чарльз Дарвін в 1834 році, на південно-східному краю острова Чілое.

## Морфологія
Морфометрія. Довжина голови й тіла: 48–60 см, довжина хвоста: 17-26 см, вага: 1.9–3.95 кг.
Опис. Кремезний з подовженим тілом і короткими ногами. Товста шерсть темно-сіра, строката, черево від світло-сірого до кремового кольору з характерним іржаво-червоним кольором на нижніх ногах і навколо вух. Обличчя сірувате. Живіт, груди, нижня частина морди і внутрішня сторона вух від блідо кремового до білого кольору. Писок маленький і тонкий, і переходить в досить округлий лоб. Хвіст відносно короткий, темно-сірий, пухнастий,.

## Поведінка
Солітарний. Полювання здійснюється в нічний час. Всеїдний: живляться комахами, дрібними ссавцями, птахами, амфібіями, рептиліями, жуками, безхребетними, ягодами і падлом. Здається, не територіальні. Розмір території проживання широко варіюється з великим перекриттям.
У сезон розмноження утворюються тимчасові пари, які, здається, зберігаються протягом року на материку. Ці пари, відомо, ділилися своїм проживання з потомством від попередніх років. Народжується, за оцінками, в два-три цуценяти.

## Загрози та охорона
Хоча вид охороняється в Національному парку Науельбута, істотна смертність існує, коли зорро переходять у нижчі, незахищені приватні райони в пошуках більш м'яких умов у зимовий період. Деякі зорро навіть розмножувалися в цих областях. Це одна з причин рекомендацій, щоб цей парк був розширений для забезпечення буферних зон для зорро, які використовують ці незахищені області. Присутність собак у парку може бути найбільшою загрозою, бо вони потенційні переносники хвороби або можуть здійснити прямий напад.

## Таксономія та еволюція
L. fulvipes — південноамериканський рід псових, віддалено пов'язаний з вовками, і технічно не є лисицею. 
Коли Чарльз Дарвін зібрав екземпляр з острова Сан-Педро на архіпелазі Чилое в грудні 1834 року під час дослідницької експедиції Бігля, він зауважив, що ця «лисиця сиділа на вістрі й була настільки поглинена спостеріганням, що дозволило мені підійти до нього і фактично вбити його моїм геологічним молотком ». 

У публікації свого «Журналу та зауважень» у 1839 році Дарвін зазначив: «Ця лисиця, більш цікава чи більш наукова, але менш мудра, ніж звичайні його брати, тепер знаходиться в музеї Зоологічного товариства». 
Він зазначив, що це «неописаний вид», 
[10] 
вказавши, що він відрізняється від видів (L. culpaeus і L. griseus), які зустрічаються на материку. 
Пізніше L. fulvipes була класифікована як підвид (Lycalopex griseus fulvipes) останньої.
L. fulvipes не схрещується з іншими видами Lycalopex, живе лише в лісах і менша та темніша за інші види. 
У 1990 році невелика популяція L. fulvipes була виявлена на материку в лісистому національному парку Науельбута, що свідчить про те, що лисиця не була ендеміком острова. 
Згідно з Yahnke et al., у своїй статті 1996 року, опублікованій в Journal of the Society for Conservation Biology, аналіз мітохондріальної ДНК L. fulvipes та Lycalopex griseus показав дві моделі, що вказує на те, що L. fulvipes була новим видом, тісно пов’язаним із Lycalopex sechurae. 
Крім того, згідно з Yahnke (1995; et al. 1996), теперішній обмежений ареал є залишком значно ширшого колишнього ареалу. 
Зоологи відзначили своєрідність екологічної ніші, зовнішнього вигляду та поведінки цього виду. 
L. fulvipes відрізняється від L. griseus тим, що вона темніша; має коротші ноги; ширший і коротший череп; менші слухові булли; більш міцний зубний ряд; інша форма щелепи та стиль премолярної оклюзії.
У пізньому плейстоцені острів Чилое був з’єднаний з материковою частиною Чилі сухопутним мостом. 
Сухопутний міст був затоплений приблизно 15 000 років тому, коли рівень моря піднявся після останнього зледеніння. 

Це створило дві ізольовані популяції L. fulvipes.

## Виноски
1. ↑  Don E. Wilson, DeeAnn M. Reeder Mammal species of the world: a taxonomic and geographic reference, Vol. 1 — JHU Press, 2005, p. 580
2. 1 2 3  Silva-Rodríguez, E, Farias, A., Moreira-Arce, D., Cabello, J., Hidalgo-Hermoso, E., Lucherini, M. & Jiménez, J. (2016). Lycalopex fulvipes. The IUCN. Архів оригіналу за 19 липня 2017. Процитовано 20.10.2019. (англ.)
3. ↑  Українська назва є транскрибуванням та/або перекладом латинської назви авторами статті і в авторитетних україномовних джерелах не знайдена.
4. 1 2 3  Pseudalopex fulvipes | ARKive. Архів оригіналу за 6 вересня 2015. Процитовано 5 листопада 2015. [Архівовано 2015-09-06 у Wayback Machine.]
5. 1 2  Sharon R. Chester A wildlife guide to Chile: continental Chile, Chilean Antarctica, Easter Island, Juan Fernández Archipelago — Princeton University Press, 2008, p. 299
6. ↑  Fortner, C. 2007. "Lycalopex fulvipes" (On-line), Animal Diversity Web. Архів оригіналу за 3 березня 2016. Процитовано 5 листопада 2015.
7. ↑  Darwin, C. R. 1839. Narrative of the surveying voyages of His Majesty's Ships Adventure and Beagle between the years 1826 and 1836, Journal and Remarks 1832–1836. London: Henry Colburn. p. 341
8. ↑  Villagrán, C. (1988). Late Quaternary Vegetation of Southern Isla Grande De Chiloé, Chile. Quaternary Research. 29 (3): 294—306. doi:10.1016/0033-5894(88)90037-3. ISSN 0033-5894.